# 2022 en musique
| \| • Retour à la chronologie générale de la musique populaire • \| |
| XXIe siècle • XXe siècle • XIXe siècle • XVIIIe siècle XVIIe siècle • XVIe siècle • XVe siècle • XIVe siècle XIIIe siècle • XIIe siècle • XIe siècle • Xe siècle IXe siècle • VIIIe siècle • Haut Moyen Âge • Rome • Grèce |
| • Retour à la chronologie générale de la musique populaire • |

| • Retour à la chronologie générale de la musique populaire • |

| Années de la musique populaire : 2019 - 2020 - 2021 - 2022 - 2023 - 2024 - 2025    |
| Décennies de la musique populaire : 1990 - 2000 - 2010 - 2020 - 2030 - 2040 - 2050 |

Cet article présente les faits marquants de l'année 2022 en musique.

## Faits marquants

### En France
- 16 millions d'albums sont vendus en France en 2022[1].
- Le 9 janvier, Stromae fait un passage remarqué au journal de TF1 en interprétant en plein milieu d'interview un extrait de sa nouvelle chanson, L'Enfer[2].
- Décès d'Arno, Régine, Daniel Lévi, Dani et Linda de Suza et Luv Resval.

### Dans le monde
- La performance du groupe Måneskin lors des MTV Video Music Awards est censurée par la chaîne américaine[3].
- Décès de Dick Halligan, Meat Loaf, Vangelis, Andrew Fletcher, Olivia Newton-John, Coolio, Jerry Lee Lewis et Irene Cara.

## Disques sortis en 2022
- Albums sortis en 2022
- EP sortis en 2022
- Singles sortis en 2022

## Succès de l'année en France (singles)

### Chansons classées Numéro 1
Cette liste présente, par ordre chronologique, tous les titres s'étant classés à la première place du Top Mégafusion (streaming + ventes) durant l'année 2022.
- Ninho : Jefe
- Stromae : L'Enfer
- Vald feat. Orelsan : Péon
- Timal feat. Gazo : Filtré
- Aya Nakamura feat. Damso : Dégaine
- Disiz feat. Damso : Rencontre
- Harry Styles : As It Was
- Soolking : Suavemente
- Gazo : Céline 3x
- Alonzo feat. Ninho & Naps : Tout va bien
- Fresh la Peufra : Chop
- Zeg P feat. Hamza & SCH : Fade Up
- Gambi : Petete
- Gazo : Die
- SCH : LIF
- Zola : Amber
- Central Cee : Let Go
- Mariah Carey : All I Want for Christmas Is You

### Chansons francophones
Cette liste présente, par ordre alphabétique, tous les titres francophones s'étant classés parmi les dix premières places du Top 50 durant l'année 2022.
- Favé : Urus

## Succès de l'année en France (albums)
Cette liste présente, par ordre alphabétique, les albums sortis en 2022 ayant obtenu une certification Platine ou Diamant en France.

### Triples disques de platine (plus de 300 000 ventes)
- Gazo : KMT
- Lomepal : Mauvais Ordre
- Stromae : Multitude
- Tiakola : Mélo

### Doubles disques de platine (plus de 200 000 ventes)
- Bigflo et Oli : Les autres c'est nous
- Harry Styles : Harry's House
- Jul : Cœur blanc
- Jul : Extraterrestre
- Mylène Farmer : L'Emprise
- SDM : Liens du 100
- Slimane : Chroniques d'un cupidon
- Soolking : Sans visa
- Vald : V

### Disques de platine (plus de100 000ventes)
- Alonzo : Quartiers Nords
- Beyonce : Renaissance
- BTS : Proof
- Claudio Capéo : Rose des vents
- Corsu Mezu Mezu vol. 2
- Dadju : Cullinan
- Dinos : Hiver à Paris
- Disiz : L'Amour
- Franglish : Glish
- Gims : Les Dernières Volontés de Mozart
- Green Montana : Nostalgia +
- Grand Corps Malade, Ben Mazué et Gaël Faye : Éphémère
- Josman : M.A.N
- Kalash : Tombolo
- Kendji Girac : L'école de la vie
- Les Enfoirés : Un air d'Enfoirés
- Lorenzo : Légende vivante
- Louane : Sentiments
- Metro Boomin : Heroes & Villains
- Muse : Will of the People
- Patrick Bruel : Encore une fois
- Rema : Rave & Roses
- Ronisia : Ronisia
- Rosalía : Motomami
- S-Crew : SZR 2001
- SCH : Autobahn
- SZA : SOS
- Taylor Swift : Midnights
- The Weeknd : Dawn FM
- Top Gun: Maverick
- Werenoi : Telegram
- ZKR : Caméléon

## Récompenses
- États-Unis : 65e cérémonie des Grammy Awards
- États-Unis : American Music Awards 2022 (en)
- États-Unis : MTV Video Music Awards 2022
- États-Unis : Billboard Music Awards 2022 (en)
- Europe : MTV Europe Music Awards 2022
- Europe : Concours Eurovision de la chanson 2022
- France : 37e cérémonie des Victoires de la musique
- France : NRJ Music Awards 2022
- Royaume-Uni : Brit Awards 2022

## Formations et séparations de groupes
- Groupe de musique formé en 2022
- Groupe musical séparé en 2022